# Астраханцев, Александр Иванович
Александр Иванович Астраханцев (1 июня 1938, Белоярка, Новосибирская область — 9 ноября 2024, Красноярск) — советский и российский писатель и поэт, драматург, публицист, член Союза писателей СССР (1982—1991).

## Биография
Родился 1 июня 1938 года в селе Белоярка, Мошковского района Новосибирской области, в семье зоотехников, а в дальнейшем — учителей. В 1959 году завершил обучение в Новосибирском инженерно-строительном институте. После окончания учебного заведения переехал по направлению в город Красноярск, участник Всесоюзной комсомольской стройки. Трудился мастером, прорабом, позже был назначен начальником участка на строительстве Красноярского целлюлозно-бумажного комбината. Затем участвовал в строительстве Красноярского алюминиевого завода. Работал главным технологом, а затем был назначен на должность заместителя начальника Красноярского домостроительного комбината. 22 года отработал на различных стройках.
В 1970 году заочно завершил обучение в Литературном институте имени Максима Горького.
Рано начал заниматься писательской деятельностью, сочинял романтические стихи. Первый рассказ «Трудные дороги к счастью» читатель увидел в 1966 году в журнале «Енисей». Позже его прозу можно было прочитать на страницах журналов «Сибирские огни», «Молодая гвардия», «День и ночь», «Наш современник».
Его первая книга — «И пройдут теплоходы» появилась на свет в 1978 году в городе Красноярске. Затем читателю стали доступны книги повестей и рассказов «Дом к сдаче», «Рабочий день», «Высокое искусство жить», «Земляки», «Развилок», «В середине лета». В 1984 году, в номинации «Очерк», стал лауреатом премии журнала «Молодая гвардия» (в области журналистики).
С 1992 по 2010 годы его произведения не печатались. Александр Иванович писал «в стол». В это время он начал сочинять пьесы, которые в 2017 году вышли отдельной книгой «Сегодня вечером — любовь!». В 2010 году читателю была представлена книга «Антимужчина», которая вошла в лонг-лист премии имени Ивана Бунина, а в 2011 году вышла книга очерков «Красноярск. Портреты. XX век».
С 2001 года являлся членом Союза российских писателей. С 2006 по 2016 годы — Председатель красноярского отделения Литературного фонда России.
Жил в Красноярске. Воспитал двоих детей, имел шесть внуков.
Скончался 9 ноября 2024 года на 87-м году жизни.

## Награды[6]
- роман «Антимужчина» (длинный список премий Чехова и «Большая книга», шорт-лист Бунинской премии),
- пьеса «Женитьба XXI», вошла в шорт-лист Международного конкурса драматургии «Время драмы. Зима-2014»,
- книга «Ты, тобою, о тебе» удостоена диплома на Берлинском международном конкурсе русскоязычной литературы,
- книга, «Возьми меня с собой» вошла в шорт-лист литературной премии «Писатель XXI века».

## Произведения
Повести и романы:
- «Антимужчина»
- «Гений»
- «Лето деловых парней»

Рассказы:
- Артист
- В потоке дней
- В степи, под звездами
- Валя-Валентина
- Вампир
- Веселый праздник Новый год. Новогодний рассказ
- Гуля
- Дом к сдаче
- Жара
- Женщина на проселочной дороге
- Именинник
- Кое-какие мысли о природе и вообще
- Лучшее оставить людям
- Мастер карате
- Моргунов ищет женщину
- Монологи об одном изобретении
- Мы живем в мире модерна
- На круги своя
- Презентация
- Рабочий день
- Раскаяние
- Рассказ о первой любви
- Свое
- Созерцатель
- Сон о жизни
- Человек из другой организации
- Чудо экстрасенсорики
- Шедевр
- Я и она